# Françoise Adret
Françoise Adret (Versalhes, França, 7 de agosto de 1920 - 1 de abril de 2018) foi uma bailarina, professora de dança e coreógrafa francesa.
Em 1951 fundou o Ballet da Ópera de Amsterdão e em 1960 outro na cidade de Nice. Em 1968 foi a maestra de companhia Ballet Théâtre Contemporain (BTC) e dirigiu a criação do Ballet Marco de Panamá no país centro-americano; e desde 1985 até 1992 foi a diretora do Ballet da Ópera de Lyon.
Sucede a Pierre Lacotte como Diretora Artística do Centro Coreográfico Nacional de Ballet de Lorraine em 1999, durante sua gestão a dança contemporânea teve um novo impulso, difusão e constante apoio.
Desde 1978 e até 1985, foi Inspetor de dança no Ministério de Cultura francês.